# Boia Bârzii
Boia Bârzii – wieś w Rumunii, w okręgu Hunedoara, w gminie Vețel. W 2011 roku liczyła 42 mieszkańców.